# Byafossen Station
Byafossen Station (Byafossen stoppested) var en jernbanestation på Nordlandsbanen, der lå i Steinkjer kommune i Norge.
Stationen åbnede som holdeplads 15. november 1905, da banen blev forlænget fra Verdal til Sunnan. Den blev nedgraderet til trinbræt 25. november 1958. Betjeningen med persontog ophørte 1. juni 1986, og 31. maj 1987 blev stationen nedlagt.
Stationsbygningen blev opført til åbningen i 1905 efter tegninger af Paul Armin Due. Den blev revet ned i 1971.